# Tripseuxoa
Tripseuxoa är ett släkte av fjärilar. Tripseuxoa ingår i familjen nattflyn.
Kladogram enligt Catalogue of Life:
| Tripseuxoa | \| \| Tripseuxoa carneata \| \| \| \| \| \| Tripseuxoa deeringi \| \| \| \| \| \| Tripseuxoa figulina \| \| \| \| \| \| Tripseuxoa hibernans \| \| \| \| \| \| Tripseuxoa inflammata \| \| \| \| \| \| Tripseuxoa jaujaensis \| \| \| \| \| \| Tripseuxoa kirschi \| \| \| \| \| \| Tripseuxoa molepa \| \| \| \| \| \| Tripseuxoa nemo \| \| \| \| \| \| Tripseuxoa petrowsky \| \| \| \| \| \| Tripseuxoa strigata \| \| \| \| \| \| Tripseuxoa sublimis \| \| \| \| |
|            | \| \| Tripseuxoa carneata \| \| \| \| \| \| Tripseuxoa deeringi \| \| \| \| \| \| Tripseuxoa figulina \| \| \| \| \| \| Tripseuxoa hibernans \| \| \| \| \| \| Tripseuxoa inflammata \| \| \| \| \| \| Tripseuxoa jaujaensis \| \| \| \| \| \| Tripseuxoa kirschi \| \| \| \| \| \| Tripseuxoa molepa \| \| \| \| \| \| Tripseuxoa nemo \| \| \| \| \| \| Tripseuxoa petrowsky \| \| \| \| \| \| Tripseuxoa strigata \| \| \| \| \| \| Tripseuxoa sublimis \| \| \| \| |
|            | Tripseuxoa carneata |
|            | |
|            | Tripseuxoa deeringi |
|            | |
|            | Tripseuxoa figulina |
|            | |
|            | Tripseuxoa hibernans |
|            | |
|            | Tripseuxoa inflammata |
|            | |
|            | Tripseuxoa jaujaensis |
|            | |
|            | Tripseuxoa kirschi |
|            | |
|            | Tripseuxoa molepa |
|            | |
|            | Tripseuxoa nemo |
|            | |
|            | Tripseuxoa petrowsky |
|            | |
|            | Tripseuxoa strigata |
|            | |
|            | Tripseuxoa sublimis |
|            | |